# Helmut Palitsch
Helmut Palitsch (* 2. Oktober 1951 in Wien; † 16. August 2007 in Hamburg) war ein österreichischer Regisseur.

## Werdegang
Palitsch studierte Geschichte, Germanistik und Theaterwissenschaft in Wien. 1974 arbeitete er bei Claus Peymann als Regieassistent am Staatstheater in Stuttgart und führte dort zwei Jahre später erstmals Regie bei der Uraufführung von Ödön von Horváths Der Fall E.
Von 1979 bis 1983 war Palitsch künstlerischer und kaufmännischer Direktor des Theaters am Neumarkt in Zürich. Er betreute als Gesamtleiter und Regisseur auch große, überregionale freie Projekte, wie die Landeskulturtage NRW 1989 oder die internationale Theatrale 94 und arbeitete für das österreichische Fernsehen.
Palitsch arbeitete ebenfalls als Schauspieler. So spielte er z. B. über zwölf Jahre in über 250 Aufführungen als Der Herr Karl von Helmut Qualtinger. Von 1996 bis 2002 leitete er des Schauspiel am Theater der Landeshauptstadt Magdeburg.
Seit August 2002 arbeitete er frei, unter anderem in Dessau, Dortmund, Kassel, Magdeburg und Münster. In der Spielzeit 2006/2007 übernahm er von Rainer Behrend die Künstlerische Leitung des Theaters Tribüne in Berlin, die er nach einem halben Jahr aber bereits wieder niederlegte.